# André Becker
André Becker (* 26. Juli 1996 in Recife, Brasilien) ist ein deutsch-brasilianischer Fußballspieler, der beim SSV Ulm 1846 unter Vertrag steht.

## Sportlicher Werdegang
Becker begann seine fußballerische Laufbahn beim VfR Mannheim, ehe er 2014 vom damaligen Oberligisten zur U19-Mannschaft des Stadtrivalen SV Waldhof Mannheim wechselte. Bei den Waldhöfern setzte sich der damals 18-Jährige nicht durch und verließ den Verein nach der Saison 2014/15 ablösefrei. Sein kommendes Ziel war die Zweitvertretung des FC-Astoria Walldorf, welche der Verbandsliga Nordbaden angehörte. In der Spielzeit 2015/16 erzielte der Angreifer in 21 Partien 17 Tore, hinzu kamen drei weitere Treffer für die Regionalliga-Mannschaft des FCA (9 Partien). In der kommenden Spielzeit pendelte Becker zwischen der Erst- und der Zweitvertretung des damaligen Südwest-Regionalligisten und ergatterte 3 Treffer (30 Spiele). Dies wiederholte sich in der folgenden Saison (6 Tore/30 Spiele). Die darauffolgende Spielzeit 2018/19 absolvierte der Stürmer lediglich beim FCA II und erzielte in 17 Spielen 14 Tore, weshalb er zur nächsten Saison wieder in der ersten Mannschaft auflaufen durfte und mit 20 Toren aus 23 Spielen zum Torschützenkönig der Regionalliga Südwest avancieren.
Zur Saison 2020/21 verpflichtete der bayrische Zweitligist SSV Jahn Regensburg den Deutsch-Brasilianer und stattete den Stürmer mit einem Kontrakt bis Juni 2023 aus. Der Sprung in den Profifußball bedeutete für Becker nun ebenfalls eine Beschäftigung als Vollzeit-Profifußballer. In der Spielzeit 2019/20 absolvierte der Angreifer nebst seiner Tätigkeit als Fußballer seinen Bachelor (Ingenieurwesen Elektrotechnik) und agierte als Vollzeit-Praktikant.
Im Wintertransferfenster der Saison 2021/22 wechselte der Stürmer auf Leihbasis bis zum Ende der Spielzeit zum bayrischen Drittligisten Würzburger Kickers. Dort kam er nur zu 6 Drittligaeinsätzen (5-mal von Beginn) und erzielte 2 Tore. Der Verein stieg am Saisonende in die Regionalliga Bayern ab.
Zur Saison 2022/23 kehrte Becker nicht mehr nach Regensburg zurück, sondern wechselte zum Drittligisten FC Viktoria Köln. Nach acht Toren in seiner ersten Spielzeit bei den Domstädtern traf er in der Spielzeit 2023/24 zweistellig und war mit zehn Saisontreffern hinter Luca Marseiler zweitbester Torschütze des Klubs.
Nach zwei Spielzeiten in Köln wechselte Becker zur Saison 2024/25 innerhalb der 3. Liga zu Arminia Bielefeld. Anfangs unter Mitch Kniat in der Startelf rutschte er mangels eigenem Treffer zeitweise auf die Ersatzbank, ehe er nach Achillessehnenproblemen im Herbst endgültig ins zweite Glied rutschte. Mit zwei Treffern war er zumindest am Weg der Arminia ins Endspiel um den DFB-Pokal 2024/25 – er traf jeweils einmal in den ersten beiden Runden gegen Hannover 96 respektive den 1. FC Union Berlin – beteiligt. Im Januar 2025 gab der SV Waldhof Mannheim die Verpflichtung des Stürmers auf Leihbasis bis zum Saisonende bekannt. Beim abstiegsbedrohten Klub war er mit fünf Treffern eine der Säulen, als der Klub im Saisonendspurt den letzten Nicht-Abstiegsplatz erreichte.
Im Sommer 2025 wechselte Becker zum SSV Ulm 1846, der aus der 2. Bundesliga abgestiegen war, und unterzeichnete bei den „Spatzen“ ein bis 2028 gültiges Arbeitspapier.

## Erfolge
FC-Astoria Walldorf
- Badischer-Pokal-Sieger: 2016

FC Viktoria Köln
- Mittelrheinpokal-Sieger: 2023